# Салімон Алла Петрівна
Алла Петрівна Салімон (нар. 6 вересня 1949 року в м. Луганськ) — директор Градизької гімназії імені Героя України О. Білаша (Полтавська область), учитель вищої кваліфікаційної категорії, Відмінник освіти України, Заслужений працівник освіти України, Кавалер ордена княгині Ольги ІІІ ступеня.

## Життєпис
Алла Петрівна Салімон народилася 6 вересня 1949  року в м. Луганськ. У 1976 році закінчила Черкаський державний педагогічний інститут.

## Професійна  діяльність
- 1968 - старша піонервожата Святилівської середньої школи

- 1968 - методист райого Будинку піонерів

- 1970 - старша піонервожата Градизької спецшколи-інтернату (Полтавська область)

- 1976 - учитель української мови і літератури Градизької спецшколи-інтернату

- 1990 - директор Градизької спецшколи-інтернату.

## Звання та нагороди
- 1999 - нагороджена Грамотою Міністерства освіти

- 2001 - нагороджена нагрудним знаком МОН України Відмінник освіти України

- 2004 - почесне звання "Заслужений працівник освіти України"

- 2008 - кавалер ордена княгині Ольги ІІІ ступеня [1]

## Наукова, педагогічна та навчально-методична робота
Завдяки сприянню Алли Петрівни збудовано нове приміщення школи, а в 2001 році Градизьку загальноосвітню школу І-ІІІ ступенів реорганізовано в школу нового типу — гімназію. Заклад постійно є одним з кращих по підготовці до нового навчального року, по проведенню літнього оздоровлення учнів, по рейтингу участі в районних масових заходах. Салімон Алла Петрівна згуртувала колектив висококваліфікованих педагогів. За роки існування гімназії учні школи щороку стають призерами районних олімпіад з базових дисциплін, конкурсів художньої самодіяльності, спортивних змагань. 
У гімназії діють танцювальний колектив «Родзинка», театральний колектив «Фенікс», літературно-мистецький салон «Пролісок», студія мистецтв «Фіалка», члени якої є авторами унікальної технології виготовлення картин з пластиліну, за участь у Всеукраїнському конкурсі «Україна - дітям» нагороджені Грамотою Міністерства освіти і науки України. В гімназії створено два музеї: композитора-земляка, Героя України О.І. Білаша та історико-краєзнавчий, визнаний першим в обласному конкурсі-огляді.
Велика увага приділяється спортивно-масовій роботі. Є успіхи в таких видах спорту: футбол, баскетбол, волейбол, шахи. Команда гімназії щорічно перемагає на обласних змаганнях з техніки пішохідного туризму.